# Православна енциклопедија
Православна енциклопедија (рус. Православная энциклопедия) посебна је енциклопедија коју издаје Руска православна црква.

## Историја
Издавач Православне енциклопедије је истоимени црквено-научни центар Руске православне цркве. Руководилац Центра је Сергеј Кравец, руски медијски и културни радник. У припреми учествују Московска духовна академија, институти Руске академије наука, Московски универзитет, Санктпетербрушки универзитет, више регионалних универзитета, као и научни центри САД, Грчке и Италије.
Православна енциклопедија се почела издавати 2000. године под општим руководством патријарха Алексија II. План је био издати укупно 25 томова. Међутим, у јануару 2015. објављен је 36. том Православне енциклопедије. Са заједничке сједнице Надзорног, Друштвеног и Повјереничког савјета је поручено да се већ планира 55 томова.